# Аеросуспензія
Аеросуспензія (рос. аэросуспензия, англ. air-suspension, нім. Luftsuspension) — суспензія дрібних твердих частинок у повітряному середовищі, яка створює псевдозріджену систему з підвищеною уявною густиною, придатну для розділення мінеральної суміші на складові частини за їх густиною згідно з принципами відсаджування в суспензіях. На основі аеросуспензії створено сепаратори з завислим шаром СВС-100 для збагачення вугілля. В них обважнювач (пісок або подрібнена руда) разом зі збагачуваним матеріалом приводиться до завислого стану стисненим повітрям, яке безперервно подається по всій площі сепаратора через порувате днище.
Аеросуспензії за своїми фізико-хімічними характеристиками подібні водним суспензіям. Як обважнювачі в аеросуспензіях можуть бути використані різні порошкоподібні сипучі матеріали з розміром зерен 0,05–0,15 мм: кварц (пісок), магнетит, галеніт, апатит, оолітова бурозалізнякова руда, гранульований феросиліцій тощо. На базі магнетитових руд і їх концентратів можна одержати аеросуспензії густиною до 2200 кг/м3. При використанні трикомпонентної суміші (кварц, магнетит, феросиліцій) можна одержати по висоті «киплячого» шару такі зони густин розділення: 1100—1400, 1700—2200, 2600 — 3300 кг/м3, що дозволяє за один цикл збагачення розділити вихідний матеріал на чотири продукти.